# Port lotniczy Kabalega Falls
Port lotniczy Kabalega Falls – port lotniczy zlokalizowany koło ugandyjskiego Wodospadu Murchisona (znanego również jako Wodospad Kabalega). Obsługuje połączenia krajowe.